# Poor Righteous Teachers
Poor Righteous Teachers sono un gruppo musicale hip hop statunitense formatosi a Trenton, New Jersey nel 1989 e composto da Wise Intelligent, Culture Freedom e Father Shaheed. Secondo About.com, il leader del gruppo, Wise Intelligent, è al quinto posto tra i rapper più sottovalutati, nominandolo come «uno degli MC più creativi del nostro tempo.»
Holy Intellect lancia il gruppo al successo: nel 1998 è inserito tra i cento migliori album del genere dalla rivista specializzata The Source. I due album successivi, Pure Poverty e Black Business riescono a entrare nella Billboard 200, mentre The New World Order del 1996 entra solo nella chart dedicata ai lavori hip hop. Il gruppo smette di lavorare nel 2001. Nel 2006 Cha-Ching Records pubblica una compilation del gruppo intitolata Rare & Unreleased.
Il 26 maggio 2014 Father Shaheed muore in un incidente motociclistico.

## Discografia
Album
- 1990 - Holy Intellect
- 1991 - Pure Poverty
- 1993 - Black Business
- 1996 - The New World Order

Raccolte
- 1999 - Righteous Groove's
- 2006 - Rare & Unreleased